# Sam Sparro
 (mars 2012).
Sam Sparro (né Sam Falson le 8 novembre 1982) est un chanteur et compositeur australien.

## Biographie
Né à Sydney, en Australie,, Sparro fait ses premiers pas dans la chanson très jeune. À l'âge de 10 ans, il déménage avec sa famille à Los Angeles. Son père y signe un contrat et enregistre un album de soul.
Alors qu'il n'est encore qu'un enfant Sam Sparro est acteur pour une publicité de McDonald's.
Il quitte Los Angeles et retourne brièvement à Sydney où il vit avec ses grands-parents et travaille dans une compagnie de relations publiques. Il voyage ensuite à travers le Royaume-Uni, s'immergeant dans la musique anglaise. En 2002, il retourne à Los Angeles où il travaille dans un café.
Le premier single de Sparro (Cottonmouth) est réalisé en 2007. Son second single, Black & Gold, débute à la 23e place des charts anglais le 24 mars 2008. Le 13 avril, le single est en seconde place. Son premier album sort en Angleterre le 28 avril 2008. En 2015, Sparro enregistre un single, appelé If i can't have you, avec la célèbre chanteuse Kylie Minogue. En 2017, il rend hommage à George Michael, dont il était un grand fan, tout au long d'un concert à l'Opéra de Sydney.
Sparro est ouvertement gay.

## Discographie

### Singles
- 2008 : Cottonmouth
- 2008 : Black and Gold
- 2008 : 21st Century Life
- 2012 : Happiness
- 2015 : If i can't have you feat. Kylie Minogue
- 2021 : Like A Ghost feat. Nomi Ruiz